# Trichactia pictiventris
Trichactia pictiventris is een vliegensoort uit de familie van de sluipvliegen (Tachinidae). De wetenschappelijke naam van de soort is voor het eerst geldig gepubliceerd in 1855 door Johan Wilhelm Zetterstedt.